# SPK (Band)
SPK (auch S.P.K., S.P.K, S. P. K. und ähnlich geschrieben) waren eine einflussreiche australische Industrial-Band. Die Abkürzung SPK interpretierte die Band mit nahezu jeder Veröffentlichung anders: System Planning Korporation, Surgical Penis Klinik, SePpuKu (siehe Seppuku) oder Socialistisches Patienten Kollektiv (siehe Sozialistisches Patientenkollektiv).

## Geschichte
Die Band wurde 1978 in Sydney von Graeme Revell, der als Pfleger in einer psychiatrischen Klinik arbeitete, Neil Hill, einem ambulanten Schizophrenie-Patienten dieser Klinik, und Sinan, Graeme Revells späteren Frau, gegründet.
Neil Hill, der seinen Namen in Ne/H/il änderte, beging im Februar 1984 Selbstmord. Außer den drei Gründungsmitgliedern spielten phasenweise eine Reihe anderer Musiker in der Band, so z. B. Brian Williams, besser bekannt als Lustmord, oder der Multiinstrumentalist John Murphy (oft auch Jonh Murphy genannt). Nach und nach wurde SPK aber immer mehr zum Soloprojekt Revells.

## Stil
Legendär sind die Auftritte von SPK aus der Anfangszeit, bei denen z. B. Filmaufnahmen aus der Pathologie gezeigt wurden, was mitunter eine Schockwirkung beim Publikum hervorrief.
Die ersten Veröffentlichungen, bis Leichenschrei, sind überwiegend verstörende, monotone, lärmige Klangcollagen, unterlegt mit Stimmen und Schreien. Die Inhalte in dieser Phase drehen sich oft um geistige und körperliche Krankheiten, Tod und menschlichen Verfall. Ihre subversive, nihilistische Philosophie publizierten sie in radikalen Manifesten als Beilage zu ihren Alben, darunter z. B. The Post-Industrial Strategy oder The Administration of Death.
Die folgenden Alben wurden mit zunehmendem Einsatz von Synthesizern melodischer, bis hin zum tanzbaren Synthie-Pop von Machine Age Voodoo.
Dazwischen liegt das Album Zamia Lehmanni – Songs of Byzantine Flowers aus dem Jahr 1986, ein Werk voller mystischer, pathosreicher Klangstrukturen. Hier zeigte sich Graeme Revells kompositorisches Können, das ihn später zu einem erfolgreichen Filmkomponisten in Hollywood werden ließ. Dieses noch unter dem Bandnamen veröffentlichte Album wurde von ihm alleine eingespielt, aufgenommen und produziert.
Im selben Jahr veröffentlichte er unter eigenem Namen das Album The Insect Musicians, welches aus Insektengeräuschen komponierte Lieder enthält.

## Sonstiges
Im Jahr 1982  spielte SPK gemeinsam mit der deutschen Avantgardeband Die Tödliche Doris im Berliner Club SO36 und Graeme Revell veröffentlichte als gemeinsames Projekt mit DDAA + Nurse with Wound die Vertonung der Kompositionen des Schweizer Künstlers Adolf Wölfli im Jahre 1986.

## Diskografie
- 1979: No More/Kontakt/Germanik (Single)
- 1979: Factory/Retard/Slogun (Single)
- 1979: Mekano/Kontakt/Slogun (Single)
- 1980: Meat Processing Section EP (Slogun/Mekano) (Single)
- 1981: See Saw/Chambermusik (Single)
- 1981: Information Overload Unit (LP/CD)
- 1981: SoliPsiK (Single)
- 1981: At the Crypt (Cassette)
- 1982: Leichenschrei (LP/CD)
- 1982: Last Attempt at Paradise (Cassette)
- 1983: Dekompositiones (12" EP)
- 1983: Auto-da-Fe (LP)
- 1983: From Science to Ritual (Cassette)
- 1984: Metal Dance (Single)
- 1984: Junk Funk (Single)
- 1984: Machine Age Voodoo (LP)
- 1985: Flesh & Steel (Single)
- 1986: In Flagrante Delicto (Single)
- 1986: Zamia Lehmanni – Songs of Byzantine Flowers (LP)
- 1987: Off the Deep End (Single)
- 1987: Breathless (Single)
- 1987: Digitalis Ambigua: Gold & Poison (Single)
- 1988: Digitalis Ambigua: Gold & Poison (LP)
- 1988: Oceania (LP)